# Rupa & The April Fishes

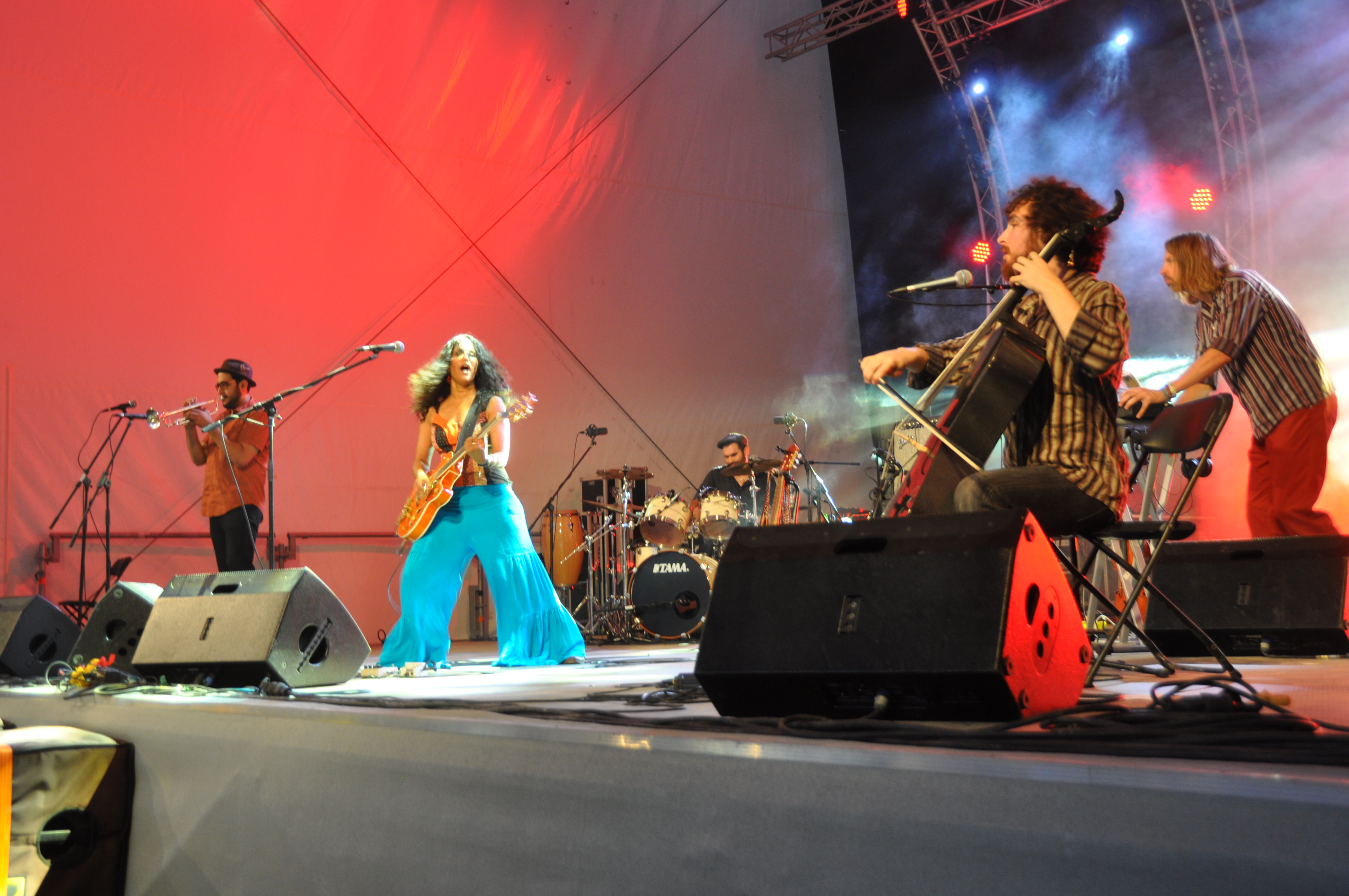
Upa & The April Fishes (USA), actuación en el 12º Festival Mundial de Música "Horizontes" 2014, en la fortaleza Ehrenbreitstein, Koblenz (Alemania)

Rupa and the April Fishes es una agrupación musical surgida en San Francisco, California y liderada por Rupa Marya.
Sus canciones son una mezcla de diversos estilos de música internacional y las letras son interpretadas en varios idiomas, principalmente en francés, español e inglés.
El Grupo fue dado a conocer en los Servicios Internacionales de la BBC y en la Radio internacional pública The World.
El grupo ha realizado conciertos en Norteamérica y en Europa, incluyendo apariciones durante el verano en el Central Park en la ciudad de Nueva York y en el South by Southwest Festival realizado en Austin, Texas.

## Discografía
- La Pêcheuse EP (2006)
- eXtraOrdinary rendition (Cumbancha, 2008)
- Este Mundo (Cumbancha, 2009)